# Neapolština

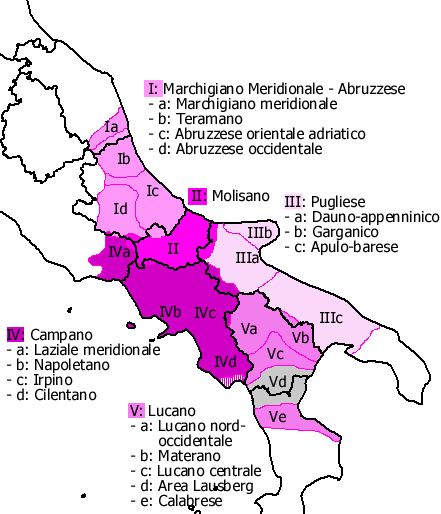
Neapolština (rozšíření)

Neapolština bývá někdy považována za nářečí italštiny, většina jazykovědců, včetně lingvistů z organizace UNESCO, jej však považuje za samostatný jazyk. Neapolština je rozšířena v italské Kampánii, nejvíce pak v její metropoli Neapoli.

## Původ a historie
Neapolština, stejně jako italština, vychází z lidové latiny, jíž se hovořilo ve středojižní Itálii, a byla ovlivňována jazyky dalších národů, které ovládaly či obývaly Kampánii a jižní Itálii – řeckými kolonisty a byzantskými obchodníky v době Neapolského vévodství až do 9. století; po nich Normany, Francouzi, Španěly (španělská nadvláda trvala zhruba 400 let mezi lety 1442–1707 a 1734–1859), a během druhé světové války a následné okupace Neapole dokonce i Američany.
Za vlády aragonských králů v Neapoli se uvažovalo o ustavení neapolštiny úředním jazykem, aniž by byla zavedena aragonština nebo katalánština. To se však nikdy nepodařilo. V Království obojí Sicílie, během první poloviny 19. století, se jako úřední i literární jazyk užívala italština a neapolština nikdy neměla formu úředního jazyka. Přesto neapolština od 15. století až do dnešních dnů nikdy nepřestala být velmi živou v oblasti poezie, hudby a dramatického umění.

## Nářečí
Podob neapolštiny je nespočet - jazyk se v minulosti odlišoval i v rámci jedné obce či městské čtvrti –, avšak v posledních desítkách let se některé podoby vytrácejí, některé vzájemně splývají a mísí se, a tak se rozdíly postupně stírají.

## Neapolština v literatuře
Neapolština, společně se sicilštinou, má velice rozsáhlou literární tradici.
První písemné doklady o neapolštině pocházejí již z roku 960, a to v podobě slavného dokumentu Placito di Capua (je sice považován za první dokument v italském jazyce, ale ve skutečnosti se jedná o jazyk užívaný v Kampánii, z něhož je neapolština odvozena), a dále z počátku 13. století, kde jde o zlidovělý dokument (nebo přesněji o „překlad“) Storia della distruzione di Troia (česky Příběh o zničení Tróje) od Guida Giudiceho delle Colonne.
Neapolská literatura se dále rozvíjela zásluhou Giulia Cesara Corteseho a Giambattisty Basileho, kteří oba žili v první polovině 17. století. Giambattista Basile je autorem díla Lo Cunto de li Cunti, ovvero lo trattenimiento de le piccerille, které do italštiny přeložil Benedetto Croce, autor lidových a fantaskních pohádek, na něhož v budoucnu navázali Charles Perrault a bratři Jacob a Wilhelm Grimmové.

## Pravidla výslovnosti
Výslovnost v neapolštině je poněkud odlišná od italštiny:
- Dochází k redukované výslovnosti samohlásek v nepřízvučných slabikách (tzv. „schwa“), podobně jako ve francouzštině při výslovování poloněmé hlásky e ve slově petit.

## Příklady

### Číslovky
| Neapolsky | Česky |
| un        | jeden |
| ruje      | dva   |
| tre       | tři   |
| quatt     | čtyři |
| cinque    | pět   |
| seij      | šest  |
| sett      | sedm  |
| ott       | osm   |
| nove      | devět |
| rieci     | deset |

## Vzorový text

### Otče náš
| neapolsky | Pate nuoste ca staje ncielo, santificammo 'o nomme tujo faje vení 'o regno tujo, sempe c' 'a vuluntà toja, accussí ncielo e nterra. Fance avè 'o ppane tutt' 'e juorne lèvece 'e rièbbete comme nuje 'e llevamme all'ate, nun nce fa spantecà, e llevace 'o male 'a tuorno. Amen.                                   |
| italsky   | Padre nostro che sei nei cieli, sia santificato il tuo Nome, venga il tuo Regno, sia fatta la tua Volontà come in cielo così in terra. Dacci oggi il nostro pane quotidiano, e rimetti a noi i nostri debiti come noi li rimettiamo ai nostri debitori, e non ci indurre in tentazione, ma liberaci dal Male. Amen. |
| latinsky  | Pater noster, qui es in cælis: sanctificetur Nomen Tuum; adveniat Regnum Tuum; fiat voluntas Tua, sicut in cælo, et in terra. Panem nostrum cotidianum da nobis hodie; et dimitte nobis debita nostra, sicut et nos dimittimus debitoribus nostris; et ne nos inducas in tentationem; sed libera nos a Malo. Amen.  |
| česky     | Otče náš, jenž jsi na nebesích, posvěť se jméno tvé, přijď království tvé, buď vůle tvá, jako v nebi, tak i na zemi. Chléb náš vezdejší dej nám dnes a odpusť nám naše viny, jako i my odpouštíme naším viníkům a neuveď nás v pokušení, ale zbav nás od zlého. Amen.                                               |

### Všeobecná deklarace lidských práv
| neapolsky | Tut'e perzone ro munno nasciono liberi e cu'e stess diritt e dignità. Tutt quant tenon 'a cuscienza e s'hann' a cumpurtà l'un cu ll'ate cu nu spirito 'e fratellanza. |
| česky     | Všichni lidé se rodí svobodní a sobě rovní co do důstojnosti a práv. Jsou nadáni rozumem a svědomím a mají spolu jednat v duchu bratrství.                            |